# Menzel Bouzaiane
Menzel Bouzaiane, Menzel Bouzaiene o Menzel Bouzaïne (àrab: منزل بوزيان, Manzil Būzayyān) és una ciutat de la governació de Sidi Bou Zid, a Tunísia, situada uns 60 km al sud-oest de la ciutat de Sidi Bou Zid. Es troba al peu del Djebel Bou Hedma, que limita la ciutat pel sud, i les terres més fèrtils són cap al nord. La població és d'uns 6.000 habitants i és capçalera d'una delegació amb 23.760 habitants al cens del 2004.

## Infraestructures
Té estació ferroviària. Una carretera de segon ordre surt de la ciutat i recorre uns 30 km en línia completament recta fins al Djebel El Kebar, creuant la zona del Djebel Meloussi, per després connectar amb la carretera nacional que porta a la capital de la governació.

## Economia
L'activitat econòmica és agrícola amb cereals, fruites i productes lactis.

## Administració
Com a delegació o mutamadiyya, duu el codi geogràfic 43 57 (ISO 3166-2:TN-12) i està dividida en set sectors o imades:
- Menzel Bouzaïane (43 57 51)
- En-Nouamer (43 57 52)
- Kallel (43 57 53)
- EL Khorchef (43 57 54)
- El Kharrouba (43 57 55)
- El Omria (43 57 56)
- El Omrane (43 57 57)

Al mateix temps, forma una municipalitat o baladiyya (codi geogràfic 43 16).